# 魯舍

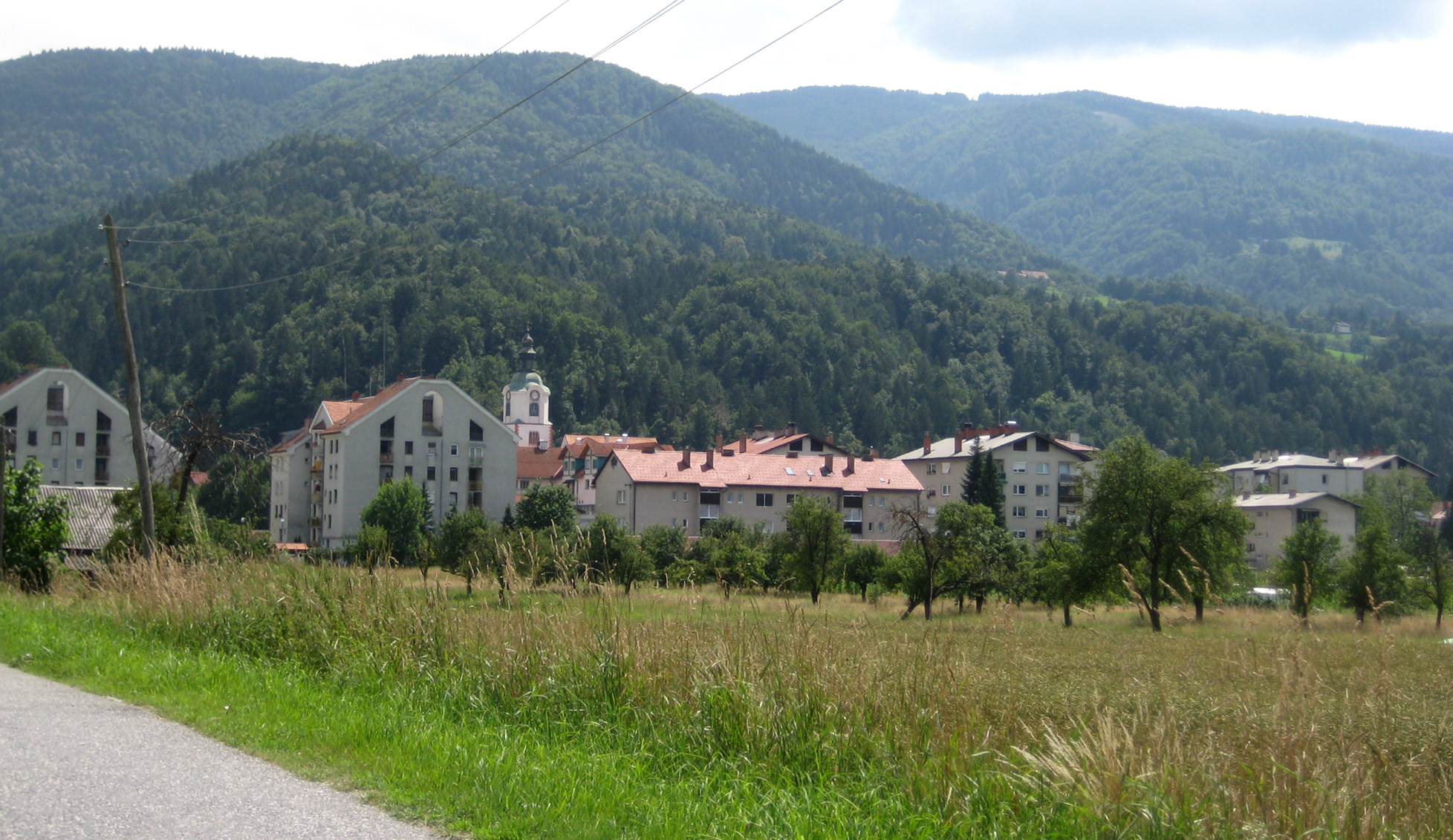
魯舍

魯舍是斯洛文尼亞東北部魯舍市鎮的城鎮及行政中心，位於德拉瓦河右岸，距離馬里博爾12公里。城镇面積为2.36平方公里，海拔高度307.7米，2020年人口数量为4,208人。

## 外部連結
- 鲁舍市镇官方网站 （页面存档备份，存于） （斯洛文尼亚文）
- Starše on Geopedia （页面存档备份，存于）